# 圣让达托
圣让达托（法語：Saint-Jean-d'Ataux，法語發音：[sɛ̃ ʒɑ̃ dato]）是法国多尔多涅省的一个市镇，位于该省中部偏西，属于佩里格区。

## 地理
圣让达托（45°8'35"N, 0°24'35"E）面积12.11 平方千米，位于法国新阿基坦大区多爾多涅省，该省份为法国西南部内陆省份，是法國本土面积第三大的省，大致对应佩里戈尔地区，北起顺时针与夏朗德省、上维埃纳省、科雷兹省、洛特省、洛特-加龙省、吉倫特省和滨海夏朗德省接壤。
与圣让达托接壤的市镇（或旧市镇、城区）包括：尚泰拉克、圣日尔曼迪萨朗布尔、杜济亚克、博罗讷、圣樊尚德科讷扎克。

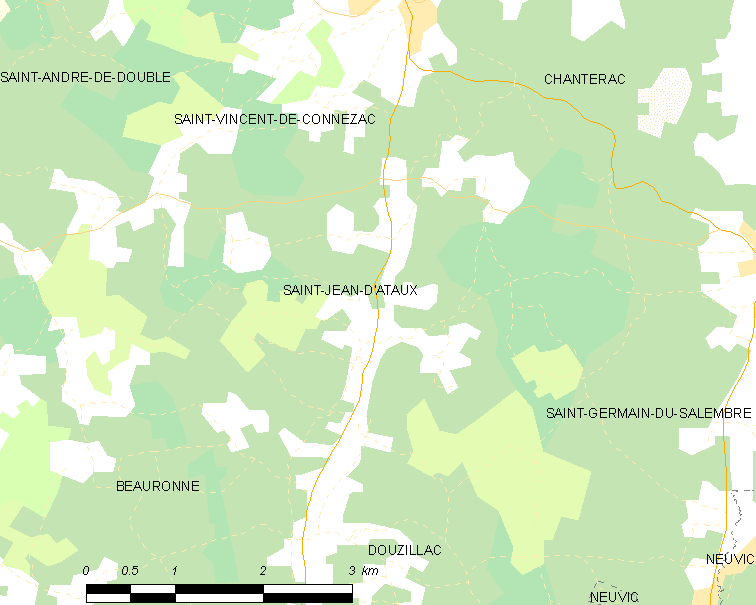
圣让达托的OSM定位图

圣让达托的时区为UTC+01:00、UTC+02:00（夏令时）。

## 行政
圣让达托的邮政编码为24190，INSEE市镇编码为24424。

## 政治
圣让达托所属的省级选区为伊勒河谷县。

## 人口

1962-2008年间圣让达托人口变化图示

圣让达托于2022年1月1日时的人口数量为132人。